# Dennis Taylor
Pour les articles homonymes, voir Taylor et Dennis Taylor (homonymie).
Dennis Taylor est un ancien joueur de snooker, originaire d'Irlande du Nord, né le 19 janvier 1949 à Coalisland, dans le comté de Tyrone, devenu professionnel en 1971 et retiré en 2000.
Sa carrière professionnelle est principalement marquée par une victoire au championnat du monde 1985 ; une victoire qui s'est jouée sur la bille noire finale, en manche décisive, contre Steve Davis. Taylor sort aussi victorieux d'un autre tournoi classé ; le Grand Prix 1984, et remporte un total de 17 tournois non classés. Il prend la 2e place du classement pour la saison 1979-1980, son meilleur classement en carrière.
Il maintient son implication dans le snooker en commentant régulièrement les retransmissions télévisées sur la BBC. À la mise en place de la tournée mondiale seniors en 2018, Taylor retrouve le tapis vert pour disputer quelques matchs d’exhibition.

## Biographie

### Jeunesse
Né en 1949 à Coalisland, dans le comté de Tyrone, en Irlande du Nord, Denis Taylor est le fils d'un conducteur de camion.

### Carrière de snooker (1972-2000)

#### Début de carrière (1972-1979)
Taylor passe professionnel en 1972, et fait ses débuts en championnat du monde en 1973, s’inclinant dès le premier tour face à Cliff Thorburn. Après avoir échoué à deux reprises en demi-finales du championnat du monde en 1975 et 1977, il parvient à atteindre sa première finale dans cette compétition en 1979. Il ne parvient pas à remporter le titre, perdant 24-16 face au jeune débutant Terry Griffiths. À l'issue de la saison, il devient no 2 mondial de la discipline, juste derrière Ray Reardon.

#### Titre de champion du monde en 1985
Dennis Taylor commence la saison 1984-85 sous les meilleurs auspices, après avoir atteint pour la troisième fois de sa carrière le stade des demi-finales du championnat du monde en 1984 (qu’il perd au profit de Steve Davis). En septembre, la mort soudaine de sa mère le bouleverse profondément, et il est obligé de déclarer forfait pour le tournoi international Jameson. Il remporte son premier tournoi comptant pour le classement en 1984, le Grand Prix, s’imposant en finale face à Cliff Thorburn, sur le score de 10-2.

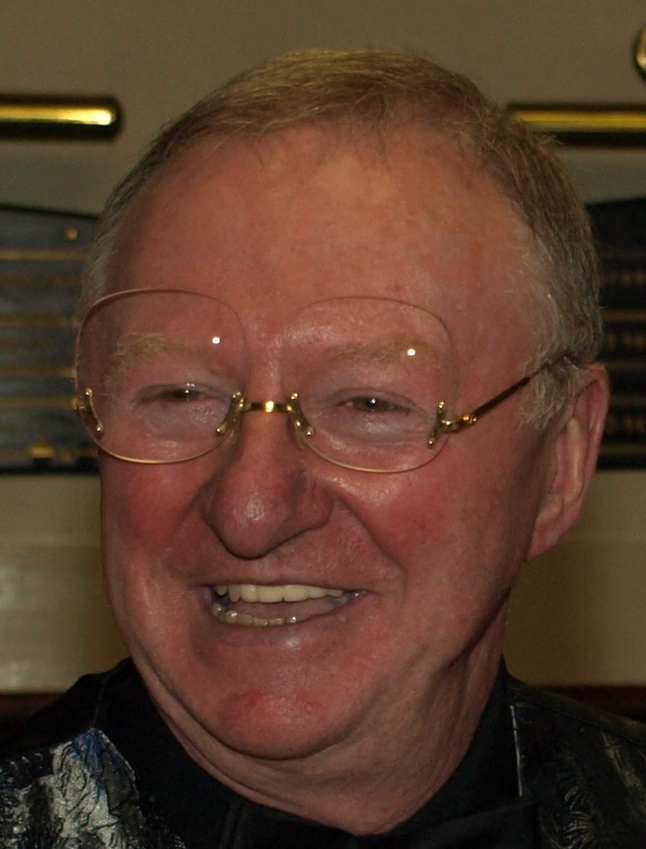
Dennis Taylor et ses lunettes.

Plus tard dans cette saison, il atteint une nouvelle fois la finale du championnat du monde en 1985, où il affronte Steve Davis, numéro un mondial, champion du monde en titre et joueur dominant des années 1980. Davis règne sans partage pendant la première session, menant 8 manches à 0. Les commentaires vont bon train et on s’attend déjà à un nouveau titre pour l’Anglais. Cependant, à la surprise générale, Taylor parvient à effectuer une remontée spectaculaire, passant de 7-9 à 15-17, pour terminer sur un score de 17 manches partout, poussant Davis à disputer une partie décisive. Le score est de 62-44 pour Davis dans cette manche finale. Seules les billes brune, bleue, rose et noire sont sur la table. Tandis que Davis n’a besoin que d’empocher la brune pour s’assurer du titre, Taylor doit impérativement prendre toutes les couleurs. Il blouse la brune d'une assez grande distance dans la poche droite en bas de la table (coup qu'il considère comme l'un des meilleurs qu’il ait jamais réalisé sous pression), puis une bleue difficile et une rose non moins évidente, les deux dans la poche gauche du bas de la table. Le score est alors de 62-59, et pour la première fois dans l’histoire du championnat du monde, le titre va se décider sur la dernière bille, la noire,. Taylor empoche la noire après que Davis eut manqué une coupe fine dans la poche du haut. Le match se termine à plus de minuit, sous les vives acclamations du public. Les scènes d’euphorie d'après match ont été suivies sur la BBC par plus de 18 millions de téléspectateurs, constituant un record d’audience à cet horaire pour la chaîne. À l'interview précédant la remise du trophée, Davis commentera froidement que tout a été en noir et blanc (« It's all there in black and white »).

#### Carrière post-champion du monde
Taylor parvient à se hisser de nouveau en finale du Grand Prix, en automne 1985, et encore une fois, il est opposé à Steve Davis, dans un match qui se prolonge jusqu'à la manche décisive. L’histoire ne se répète pas et Taylor s’incline 10-9. Comme tous les joueurs qui remportent pour la première fois un titre de champion du monde, Taylor dut affronter la « malédiction du Crucible » (« Crucible Curse »). Il s’inclina dans l’édition 1986, dès le premier tour, face à Mike Hallett, reconnaissant de manière humoristique la défaite en accrochant un mouchoir blanc au bout de la queue en signe de reddition. Il remporte l’année suivante le Masters, face à Alex Higgins, par 9 manches à 8. C’est ce même Higgins qui menaça de le tuer à l’issue de la finale de la coupe du monde qui opposa l’équipe d’Irlande du Nord à l’équipe du Canada,,, finale que l’Irlande du Nord devait perdre. Taylor prit ces menaces au sérieux, et fut bien décidé à l’emporter la prochaine fois que les deux hommes se rencontreraient autour d’une table de snooker. C’est ainsi que lors du Masters d'Irlande de 1990, Dennis l’emporta sur son adversaire. Il parvint à atteindre la finale, mais, nerveusement éprouvé par son match face à Higgins, il perdit 9-4 face à Davis. Taylor et Higgins se sont par la suite réconciliés.

#### Retraite sportive
Sa forme physique commença à décliner dans les années 1990, et il se retira du circuit professionnel en 2000. À la suite d'une défaite au premier tour du championnat du monde seniors le 7 mai 2021, Dennis Taylor annonce son retrait du circuit seniors, mettant un terme à une carrière longue de 49 ans.

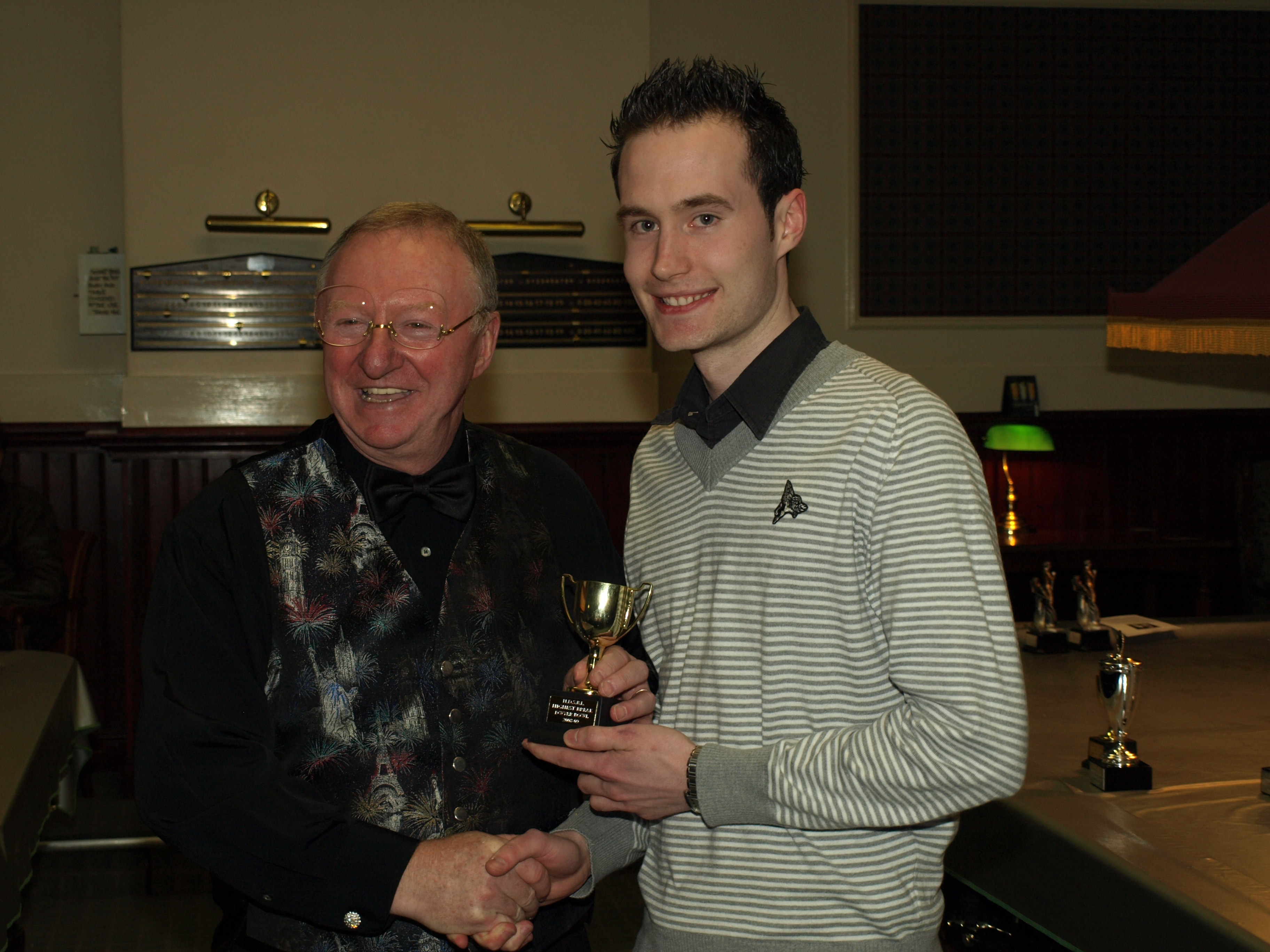
Dennis Taylor (à gauche) et Martin O'Donnell (à droite) en 2009.

### Après le snooker
Aux côtés d'autres joueurs de snooker, Taylor a figuré dans le clip de la musique « Snooker Loopy ». La chanson plaît d'ailleurs beaucoup aux britanniques ; elle reste onze semaines au programme de la radio de Grande-Bretagne, et se hisse à la sixième place des chansons les plus écoutées de l'époque. Dennis Taylor est renommé pour les lunettes spéciales à grande monture qu'il portait pour chaque match, de manière à lui donner une meilleure vue générale de la table. Il fut également un des premiers joueurs à développer des compétences d'ambidextre, se forçant à jouer de la main gauche afin d'éviter l'utilisation du râteau. Dans la musique, cette image de Taylor est développée, ce qui amuse beaucoup John Virgo.
Après son retrait du circuit professionnel, Taylor continue de jouer quelques matchs caritatifs, et, surtout, devient commentateur au service de la BBC.

## Palmarès
| Légende | Catégorie                      | Titres                         | Finales                        |
|         | Tournois classés               | 2                              | 4                              |
|         | Tournois non classés           | 17                             | 20                             |
|         | Tournois en équipes            | 3                              | 2                              |
|         | Tournois pro-am                | 1                              | 0                              |
| Gras    | Tournois de la triple couronne | Tournois de la triple couronne | Tournois de la triple couronne |

### Titres
| Saison    | Nom du tournoi                         | Lieu            | Finaliste       | Score | Tableau |
| 1979-1980 | Championnat d'Irlande                  | Belfast         | Alex Higgins    | 21-15 |         |
| 1979-1980 | Tournoi Pontins de Camber Sands pro-am | Rye             | Geoff Foulds    | 7-5   |         |
| 1980-1981 | Championnat d'Irlande (2)              | Coleraine       | Patsy Fagan     | 22-21 |         |
| 1981-1982 | Championnat d'Irlande (3)              | Belfast         | Alex Higgins    | 16-13 |         |
| 1984-1985 | Classique de la Costa Del Sol          | Fuengirola      | Mike Hallett    | 5-2   |         |
| 1984-1985 | Grand Prix                             | Reading         | Cliff Thorburn  | 10-2  | Tableau |
| 1984-1985 | Coupe du monde                         | Bournemouth     | Angleterre      | 9-7   |         |
| 1984-1985 | Championnat d'Irlande (4)              | Belfast         | Alex Higgins    | 10-5  |         |
| 1984-1985 | Championnat du monde                   | Sheffield       | Steve Davis     | 18-17 | Tableau |
| 1985-1986 | Coupe du monde (2)                     | Bournemouth     | Canada          | 9-7   |         |
| 1985-1986 | Masters de Thaïlande                   | Hua Hin         | Terry Griffiths | 4-0   |         |
| 1985-1986 | Masters du Canada                      | Toronto         | Steve Davis     | 9-5   |         |
| 1985-1986 | Tournoi des champions du monde         | Nottingham      | Steve Davis     | 9-5   |         |
| 1985-1986 | Championnat d'Irlande (5)              | Belfast         | Alex Higgins    | 10-7  |         |
| 1986-1987 | Challenge Carlsberg                    | Dublin          | Jimmy White     | 8-3   |         |
| 1986-1987 | Masters d'Australie                    | Sydney          | Steve Davis     | 3-2   |         |
| 1986-1987 | Coupe du monde (3)                     | Bournemouth     | Canada          | 9-2   |         |
| 1986-1987 | Masters                                | Londres         | Alex Higgins    | 9-8   | Tableau |
| 1986-1987 | Championnat d'Irlande (6)              | Antrim          | Joe O'Boye      | 9-2   |         |
| 1986-1987 | Masters de Tokyo                       | Tokyo           | Terry Griffiths | 6-3   |         |
| 1987-1988 | Challenge Carling                      | Dublin          | Joe Johnson     | 8-5   |         |
| 1987-1988 | Championnat Matchroom                  | Southend-on-Sea | Willie Thorne   | 10-3  |         |
| 1987-1988 | Masters du Canada (2)                  | Toronto         | Jimmy White     | 9-7   |         |

### Finales perdues
| Saison    | Nom du tournoi                                         | Lieu            | Finaliste                   | Score  | Tableau |
| 1974-1975 | Open du Canada                                         | Toronto         | Cliff Thorburn              | 6-8    |         |
| 1975-1976 | Pot Black                                              | Birmingham      | Graham Miles                | 0-1    |         |
| 1976-1977 | Pot Black (2)                                          | Birmingham      | John Spencer                | 0-1    |         |
| 1977-1978 | Championnat d'Irlande                                  | Belfast         | Alex Higgins                | 7-21   |         |
| 1978-1979 | Tournoi international de Bombay                        | Bombay          | John Spencer                | [ 31 ] |         |
| 1978-1979 | Championnat du monde                                   | Sheffield       | Terry Griffiths             | 16-24  | Tableau |
| 1979-1980 | Classique Tolly Cobbold                                | Ipswich         | Alex Higgins                | 4-5    |         |
| 1979-1980 | Tournoi Pontins de Camber Sands                        | Rye             | Alex Higgins                | 7-9    |         |
| 1980-1981 | Masters d'Australie                                    | Sydney          | John Spencer                | [ 32 ] |         |
| 1980-1981 | Classique de snooker                                   | Bolton          | Steve Davis                 | 1-4    |         |
| 1981-1982 | Open international                                     | Derby           | Steve Davis                 | 0-9    |         |
| 1981-1982 | Classique Tolly Cobbold (2)                            | Ipswich         | Steve Davis                 | 3-8    |         |
| 1982-1983 | Championnat d'Irlande (2)                              | Belfast         | Alex Higgins                | 11-16  |         |
| 1983-1984 | Ligue professionnelle                                  | Angleterre      | John Virgo                  | [ 31 ] |         |
| 1985-1986 | Masters de Chine                                       | Canton          | Steve Davis                 | 1-2    |         |
| 1985-1986 | Grand Prix                                             | Reading         | Steve Davis                 | 9-10   | Tableau |
| 1986-1987 | Masters de Malaisie                                    | Kuala Lumpur    | Jimmy White                 | 1-2    |         |
| 1986-1987 | Masters de Hong Kong                                   | Hong Kong       | Willie Thorne               | 3-8    |         |
| 1986-1987 | Grand Prix (2)                                         | Reading         | Stephen Hendry              | 7-10   | Tableau |
| 1987-1988 | Championnat du monde par équipes (avec Cliff Thorburn) | Northampton     | Mike Hallett Stephen Hendry | 8-12   |         |
| 1987-1988 | Championnat d'Irlande (3)                              | Antrim          | Jack McLaughlin             | 4-9    |         |
| 1988-1989 | Championnat Matchroom                                  | Southend-on-Sea | Steve Davis                 | 7-10   |         |
| 1989-1990 | Coupe du monde                                         | Bournemouth     | Canada                      | 5-9    |         |
| 1989-1990 | Masters d'Irlande                                      | Kildare         | Steve Davis                 | 4-9    |         |
| 1986-1987 | Open d'Asie                                            | Guangzhou       | Stephen Hendry              | 3-9    | Tableau |
| 1994-1995 | Challenge de charité                                   | Birmingham      | Stephen Hendry              | 1-9    |         |

### Autres victoires
- Championnat du monde de trickshot – 1997, 1998, 1999[33]